# خانية مرند
خانات مرند كانت خانية من القرن الثامن عشر إلى التاسع عشر ومقرها في مرند. تُعرف بأنها إحدى خانات أذربيجان، وتقع في أذربيجان التاريخية، وقد ظلت هذه الخانية شبه مستقلة لمدة 81 عامًا.

## خانات مرند
- محمد رضا خان مرندي
- نزار علي خان مرندي: الحاكم حتى 1828